# Parasemia rufa
Parasemia rufa är en fjärilsart som beskrevs av Turr 1897. Parasemia rufa ingår i släktet Parasemia och familjen björnspinnare. Inga underarter finns listade i Catalogue of Life.